# 技師の親指
「技師の親指」（ぎしのおやゆび、The Adventure of the Engineer's Thumb）は、イギリスの小説家、アーサー・コナン・ドイルによる短編小説。シャーロック・ホームズシリーズの一つで、56ある短編小説のうち9番目に発表された作品である。「ストランド・マガジン」1892年3月号初出。同年発行の短編集『シャーロック・ホームズの冒険』(The Adventures of Sherlock Holmes) に収録された。
大半のホームズの物語はホームズ（とワトスン）の元へ依頼人が訪れるか、既に依頼を受けておりそれにワトスンを誘うという導入だが、本作はワトスンがホームズに依頼を仲介するという珍しい導入となっている（他には「海軍条約文書事件」に例がある）。

## あらすじ
1889年のある夏の朝、ホームズと別居して開業医に戻っていたワトスンのもとに、親指を切断された男が治療に訪れた。彼はヴィクター・ハザリーという水力技師で、ライサンダー・スターク大佐という痩せたドイツ人の男から高額の仕事を依頼され、危うく殺されるところだったという。ワトスンは彼をホームズの住むかつての下宿へ連れて行き、その体験をホームズと共に聞くことにした。
水力技師として独立したものの、全く鳴かず飛ばずだったハザリーの事務所に、ライサンダー・スターク大佐と名乗る人物が訪れ、内密にするよう念を押して、巨大な水圧機が故障したので、原因を調べてほしいと依頼する。大佐の話では、自宅の敷地に酸性白土 (fuller's earth) の層があるのを発見したが、それは両隣の別の人物の土地に広がっていたため、まず自分の敷地内にある酸性白土を掘って、それを売った金で両隣の土地を買おうと考えているため、秘密にしているのだということだった。酸性白土を掘るのになぜ水圧機を使うのかと聞くと、掘った酸性白土をレンガのように圧縮して運び出すのだと言う。
不自然なところの多い仕事に疑問を抱きつつも、50ギニーという高い報酬につられて引き受けたハザリー。指定された真夜中近くの汽車に乗って駅へ着くと、約束どおり馬車が迎えに来ていた。それに乗って駅から7マイルと言われていた距離を走り、とある屋敷に着いた。だが馬車が走った時間から、実際には12マイルはあっただろうと感じるのであった。案内された部屋で一人待っているときに、片言の英語を話す謎の婦人が現れ、すぐ逃げるようにと警告される。その警告を無視して、水圧機のところへ連れていかれたハザリーは、機械を動かしてみて部品の一部から圧力が漏れていることを突き止めた。スターク大佐ともう一人の男ファーガスンに水圧機の故障原因を説明し、仕事を終えたハザリー。再び一人になったところで水圧機本体の中に入り、ランプの光で底面の鉄板に付着しているものを発見した。それは土ではなく金属の薄片だった。水圧機の本当の使い道は何なのか。秘密を見られた事に気付いたスターク大佐は、ハザリーを水圧機の中に残したまま、機械のスイッチを入れて作動させた。天板が下がってきて慌てるハザリーだったが、側面の板張りにすきまを見つけ、板を剥がして水圧機から抜け出すことができた。ランプの砕ける音がして、機械の上下の鉄板ががっしり合わさる。ハザリーは謎の婦人の案内で２階の部屋へ逃げ込んだが、包丁（cleaver。大型の肉切り包丁）を持ったスターク大佐が追いかけてきた。ハザリーは窓から飛び降りようとして、窓枠にぶら下がったところで包丁が振り落とされ親指を打ち落とされた。地面に落ちて気を失いかけたが、なんとか庭の茂みの陰に隠れそこで気絶した。ハザリーが目覚めたところは、あの屋敷ではなく別の場所だった。夜明け近くになっていたので、何時間も経過しているはずだ。近くに駅があったので汽車に乗り、傷の手当のためロンドンに帰ってワトスンのところを訪れたのであった。
ホームズは昔の新聞を取り出してきて、ハザリーに見せた。そこには一年前に一人の水力技師が、夜の11時に下宿を出たきり行方不明になったと載っていた。ホームズたちはロンドン警視庁に行き、警部と刑事に同行してもらった。ハザリーの下りた駅に着くと近くの屋敷が燃えている。昨夜のうちに出火したらしい。ハザリーはその外観を見て、彼が行った屋敷に間違いないと言った。ホームズは12マイルの距離の秘密は、6マイル遠ざかって戻って来ただけと話す。その屋敷にはベッカー博士という英国人が住んでいるらしいが、泊まっている男は体形からしてファーガスンだろう。スターク大佐たちはニセ金作りの一味で、水圧機で棒金もどきを作っていたがその場所が分からなかったと警部が言う。火事の原因は水圧機で潰されたランプであろう。そして朝早く、箱を積み込んだ馬車が数人を乗せて出て行ったとの目撃情報があったが、その後の足取りはつかめなかった。鎮火してから、水圧機の残骸、大量のニッケルとスズ、そして切られた人間の親指が発見された。ハザリーが隠れて気絶した茂みには２人分の足跡があったので、心優しい婦人とファーガスンがハザリーを見つからないよう運び出したと思われた。儲けと親指を失くしたと嘆くハザリーに、ホームズは得たものは経験だと語った。

## 矛盾点

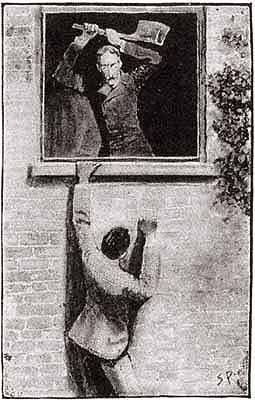
窓から脱出するハザリー（シドニー・パジェット画、「ストランド・マガジン」掲載時の挿絵）

- 窓枠からぶら下がっている状態のときの指の位置からして、親指が切り落とされるのは考えにくい。ハザリーは逃げ出そうとしていたのだから、親指は空中にあるか、窓枠にあったとしても他の指と並んでいるはずである。したがって切り落とされたとしても手の他の部分に怪我が無ければならない。
- 屋敷の火事の原因（ホームズの推測であるが）や燃え方（未明から日没近くまで燃え続けていた）が現実的ではなく、焼け跡が完全な廃墟となっていたにもかかわらず、窓敷居から判別の付く形で親指が見つかったことにも、疑問が持たれている。